# Højdevangskirken
Højdevangskirken ligger på Irlandsvej på Amager og er tegnet af arkitekten Paul Staffeldt Matthiesen.

## Eksterne kilder og henvisninger
- Wikimedia Commons har flere filer relateret til Højdevangskirken
- Højdevangskirken hos KortTilKirken.dk